# 夜はこれから (HBCラジオ)
夜はこれから（よるはこれから）は、HBCラジオで生放送されていたワイド番組。
1984年10月8日から1988年10月7日まで放送されていた後、1994年10月10日から「音楽専門局・夜はこれから」（おんがくせんもんきょく - ）というタイトルで復活。このタイトルは1995年10月からは「夜はこれから」となり、1996年9月30日まで放送。この6か月後の1997年4月7日から「夜はこれから」のタイトルの番組が三たび復活、2000年3月20日まで放送されていた。以降は1984年から1988年までのものを第1期、1994年から1996年までのものを第2期、1997年から2000年までのものを第3期として説明。

## 概要

### 第1期
基本的に21時台から23:00までの放送。HBCラジオでは1981年10月から1983年3月までの1年6か月間、及び1983年10月から本番組スタートする直前の1984年9月までの1年間、平日夜の時間帯で『桜井宏の夜はこれから』という番組が放送されており、同じ平日夜の時間帯でタイトルのみ継承したものである。
この第1期は「コーディネイト・ワイド」と言う名目でスタート。パーソナリティは、最初は男女コンビのパーソナリティで進行されていたが、1985年10月以降は全て当時のHBC女性アナウンサーが基本的に一人で担当。1986年10月からさらに情報、娯楽、音楽の要素が適度に加味された。21時台前半の『スペシャルタイム』、22時台前半の『夜のグラフィティ』『ザ・リクエストタイム』『ハガキで本番』の生放送の各パーソナリティ担当コーナー以外は、ニュース、天気予報、『日刊スポーツ情報』や各内包番組の合間を生出演のパーソナリティがトークで繋ぐブロックワイド方式であった。内包番組は、各ラジオ番組制作プロダクション制作による番販番組も多かった。

### 第2期
1994年10月にHBCエキサイトナイター（現・HBCファイターズナイター）の放送されていないナイターオフの時間帯である平日19:00 - 20:30の枠で「音楽専門局・夜はこれから」として、対象リスナー層を中高年に絞り、リスナーからのリクエストなどを基にした選曲による音楽に重きを置いた番組としてスタート。6年ぶりにHBCラジオの平日夜の時間帯で夜はこれからのタイトルの番組が復活した。
1995年10月からはリニューアルし、タイトルも「音楽専門局」が取れて「夜はこれから」のみとなる。パーソナリティもそれまでの船越ゆかりから卓田和広が月曜日から金曜日まで通しての担当になり、男性パーソナリティの出演に変わって、対象リスナー層も中高年にこだわらずに仕事中や帰宅途中の社会人やドライバーをメインに絞り「大人のDJ」をコンセプトとした。かける音楽のジャンルも洋楽、邦楽のヒット曲・スタンダードナンバーからロック、ソウルミュージック、フォークソングまで幅広く扱った。なお、1995年度、1996年度ともナイターシーズン中も本番組は月曜のみで放送されていた。
1996年9月で本番組が終了した後も、この第2期終了時のパーソナリティの関博紀は同年10月から土曜日23:00 - 24:00の枠に移り「深・夜はこれから」としてスタートした。

### 第3期
『深・夜はこれから』（1997年1月から毎週土曜日22:30 - 23:30に変更している）は1997年3月限りで6か月で終了し、同番組パーソナリティの関博紀は第2期終了時の放送枠であった月曜日19:00 - 20:00の枠に戻り、三たび『夜はこれから』として第3期がスタートした。この1997年から2000年までのメインパーソナリティは一貫して関が担当。帯番組として放送されていた第1期・第2期とは違って第3期は月曜夜のみの放送で、ナイターシーズンに入ってHBCステレオエキサイトナイター（現・HBCファイターズナイター）が放送されている間もナイター中継の無い月曜日夜での放送を続けた。そして第3期最後の6か月間は、第1期の放送時間の一部と重なる月曜日21:00 - 22:00の枠で放送されていた。2000年3月で終了、HBCラジオにおいて夜はこれからのタイトルは現時点ではこれが最後となっている。

## 放送時間

### 第1期
- 月曜日 - 金曜日 21:00 - 23:00 （1984年10月8日 - 1986年9月／1987年4月 - 1988年3月）
- 月曜日 - 金曜日 21:30 - 23:00 （1986年10月 - 1987年3月）
- 月曜日 - 金曜日 21:15 - 23:00 （1988年4月 - 1988年10月7日）

### 第2期
- 月曜日 - 金曜日 19:00 - 20:30 （1994年10月10日 - 1995年3月／1995年10月 - 1996年3月）
- 月曜日 19:00 - 21:00 （1995年4月 - 1995年9月）
- 月曜日 18:00 - 21:00 （1996年4月 - 1996年9月30日）

### 第3期
- 月曜日 19:00 - 20:00 （1997年4月7日 - 1997年9月29日／1998年4月6日 - 1999年9月27日）
- 月曜日 20:00 - 21:00 （1997年10月6日 - 1998年3月30日）
- 月曜日 21:00 - 22:00 （1999年10月4日 - 2000年3月20日）

## パーソナリティ

### 第1期
（出典：）
- 天野博章
- 小安聡子[注釈 1]
- 足立利道
- 跡部真由美[注釈 1]
- 松井宏
- 安達あゆみ
- 原口紀子
- 萬崎由美子
- 戸井清子
- 西野泰子
- 永田裕美子
- 和田幸枝
- 滝沢朝子

#### パーソナリティの変遷
| 期間       | 期間       | 月曜日             | 火曜日             | 水曜日             | 木曜日               | 金曜日               |
| ---------- | ---------- | ------------------ | ------------------ | ------------------ | -------------------- | -------------------- |
| 1984年10月 | 1985年03月 | 天野博章、小安聡子 | 天野博章、小安聡子 | 天野博章、小安聡子 | 足立利道、跡部真由美 | 足立利道、跡部真由美 |
| 1985年04月 | 1985年09月 | 松井宏、安達あゆみ | 松井宏、安達あゆみ | 天野博章、原口紀子 | 天野博章、原口紀子   | 天野博章、原口紀子   |
| 1985年10月 | 1986年03月 | 萬崎由美子         | 戸井清子           | 西野泰子           | 永田裕美子           | 和田幸枝             |
| 1986年04月 | 1986年09月 | 萬崎由美子         | 萬崎由美子         | 戸井清子           | 西野泰子             | 西野泰子             |
| 1986年10月 | 1987年03月 | 滝沢朝子           | 滝沢朝子           | 和田幸枝           | 西野泰子             | 西野泰子             |
| 1987年04月 | 1987年09月 | 滝沢朝子           | 滝沢朝子           | 西野泰子           | 和田幸枝             | 和田幸枝             |
| 1987年10月 | 1988年03月 | 和田幸枝           | 和田幸枝           | 西野泰子           | 滝沢朝子             | 滝沢朝子             |
| 1988年04月 | 1988年10月 | 和田幸枝           | 和田幸枝           | 萬崎由美子         | 滝沢朝子             | 滝沢朝子             |

### 第2期
1994年10月 - 1995年3月
- 船越ゆかり（月・水・木・金）
- 浅野英美（火曜）

1995年4月 - 1995年9月
- 船越ゆかり（月曜）

1995年10月 - 1996年3月
- 卓田和広（月曜 - 金曜）

1996年4月 - 1996年9月
- 関博紀（月曜）

### 第3期
- 関博紀
- 内山織江（1997年4月 - 1998年3月）
- 北島恵（1999年4月 - 2000年3月）

## コーナー

### 第1期
- スペシャルタイム（21時台前半、1984年 - 1988年）
  - 天気予報、『スポーツ今日の結果』などの情報を挟み、曲をかけながらトーク[7]。
- 夜のグラフィティ（22時台前半、1984年 - 1985年）
- ザ・リクエストタイム（22時台前半、1985年 - 1987年9月）
  - このコーナーでかかる曲はアイドルの音楽中心だったという。1985年11月頃の時点で、本番組の2時間の間にかかる曲数は15曲だった[8]。
  - また1987年当時は、この枠で以下のコーナーがあった[9]。
    - 「あ～カン違い」（月・火）- 間違って思い込んでいて恥ずかしい思いをした体験談
    - 「ラブレターのコーナー」（水）- ラブレターを、リスナーに成り代わってパーソナリティ（この当時は西野泰子）が読んでいた。男性が女性に成り済ましてのラブレターもあったという。
    - 「元気出してね」（木）- 落ち込んだ人を慰めるコーナー。
    - 「私頑張ります」（金）- 落ち込んだ心境から立ち直った人に「おめでとう」と祝福を送るコーナー。
- ハガキで本番（22時台前半、1987年10月 - 1988年）
- プロ野球バンザイ（1985年9月まで）
- のんたのあした天気になあれ（「のんた」こと原口紀子の天気予報コーナー。1985年4月〜1985年9月）
- 天野博章担当当時には、『一村一品村おこしモッコリ運動』（声高に自分の町を自慢）、『リスナーズマッチ』（リスナー同士でクイズ）、『お名前一気』（はがきが読まれなかったリスナーの名前を紹介）、『番組開始クイズ』などのコーナーがあった[10][11]。
- 1984年10月 - 1985年3月頃、和田幸枝担当の金曜日に『ボツハガキ救済コーナー』があり、ここでははがきが読まれなかったリスナーへ直筆のイラストはがきを送り、これが10枚溜まったリスナーには手製の布袋「さっちん袋」がプレゼントされていた[12]。

### 第2期
- ダンス・ダンス・ダンス
  - 1995年10月 - 1996年3月（卓田和広パーソナリティ）期のコーナー。新旧のダンスミュージックを特集[6]。
- 大人のベストテン
  - 1995年10月 - 1996年3月（卓田和広パーソナリティ）期のコーナー。その週のカラオケ、書籍、レンタルビデオなどの人気のランキングを発表[6]。

## 内包番組

### 第1期
（※）- ラジオ番組制作プロダクション制作による番販番組
- マッチとデート（文化放送制作　1984年9月まで）
- 柏原芳恵の青春音楽館（※）
- 秀美とあなたはハッピーYOU（※）
- 土屋先生のヤングおもしろゼミナール（※）
- 中森明菜「ひとつめのサヨナラ」（文化放送制作　1984年12月まで）
- 進め!少女隊（TBSラジオ制作　1984年10月 - 1986年3月）
- C-C-Bのいたずらジャックポット（TBSラジオ制作）
- 荻野目洋子 すてきにロマンス → 荻野目洋子 気ままにセンセーション （※ 1988年3月まで）
- 西村知美 キュートに初恋（※ 1986年3月 - 1988年10月）
- 池田政典 キックターン・ララバイ（※ 1986年10月 - 1987年3月）
- 芹沢直美 あなたと直美のうちあけ話（※ 1987年4月 - 1987年9月）
- 安部譲二 おとこの事情（TBSラジオ制作　1987年10月 - 1988年3月）
- 全国ハイスクールステーション（※ 1987年10月 - 1988年3月）
- 新田恵利 チョットだけ恵利ごのみ（※ 1987年10月 - 1988年9月）
- のりピー 不思議な夢冒険（※ 1988年4月 - 1988年9月）[注釈 2]

### 第2期
- 左右田鑑穂のビバアーキテクチャー（※ 1996年4月 - 1996年9月、18:05頃）
- かずさ・祐希子の歌めぐり（※ 1996年4月 - 1996年9月、18:15頃）